# روح‌الله مولوی
روح‌الله مولوی فیلم‌ساز و مستندساز اهل قم است. وی از اعضای انجمن سینمای جوانان ایران و انجمن فیلم کوتاه خانه سینما می‌باشد.

## آثار
وی تاکنون چهارده فیلم داستانی و مستند از جمله منور دختر مش قاسمعلی، ماسک، انتظار تلخ، سیگار شریکی، زندگی و دیگر هیچ، غریب‌تر از بهشت، انسان و آرزوهایش، ژئوپارک قشم، دره تندیس‌ها، قشم جزیره ناشناخته، دره ستاره‌ها، قلمرو سلطان و مادرانه را در کارنامه خود دارد.

## جوایز
- تندیس بهترین کارگردانی فیلم مستند کوتاه دوازدهمین جشن خانه سینما[۸]
- بهترین کارگردانی داستانی جشنوارهٔ رویش[۹]
- لوح تقدیر یونیکا[۱۰]
- نیلوفر زرین برای بهترین کارگردانی فیلم‌کوتاه داستانی در بخش قاب سبز چهارمین جشنواره فیلم پروین اعتصامی[۱۱]
- جایزه اول بخش (شهر، آیین، معنویت) سومین جشنواره بین‌المللی فیلم شهر